# Dariivka, Sverdlovsk
Dariivka (în ucraineană Дар'ївка) este un sat în comuna Novoborovîți din raionul Sverdlovsk, regiunea Luhansk, Ucraina.

## Demografie
Componența lingvistică a localității Dariivka
     Ucraineană (88,97%)
     Rusă (11,03%)
Conform recensământului din 2001, majoritatea populației localității Dariivka era vorbitoare de ucraineană (88,97%), existând în minoritate și vorbitori de rusă (11,03%).